# Gallicolumba crinigera
Gallicolumba crinigera là một loài chim trong họ Columbidae.

## Hình ảnh

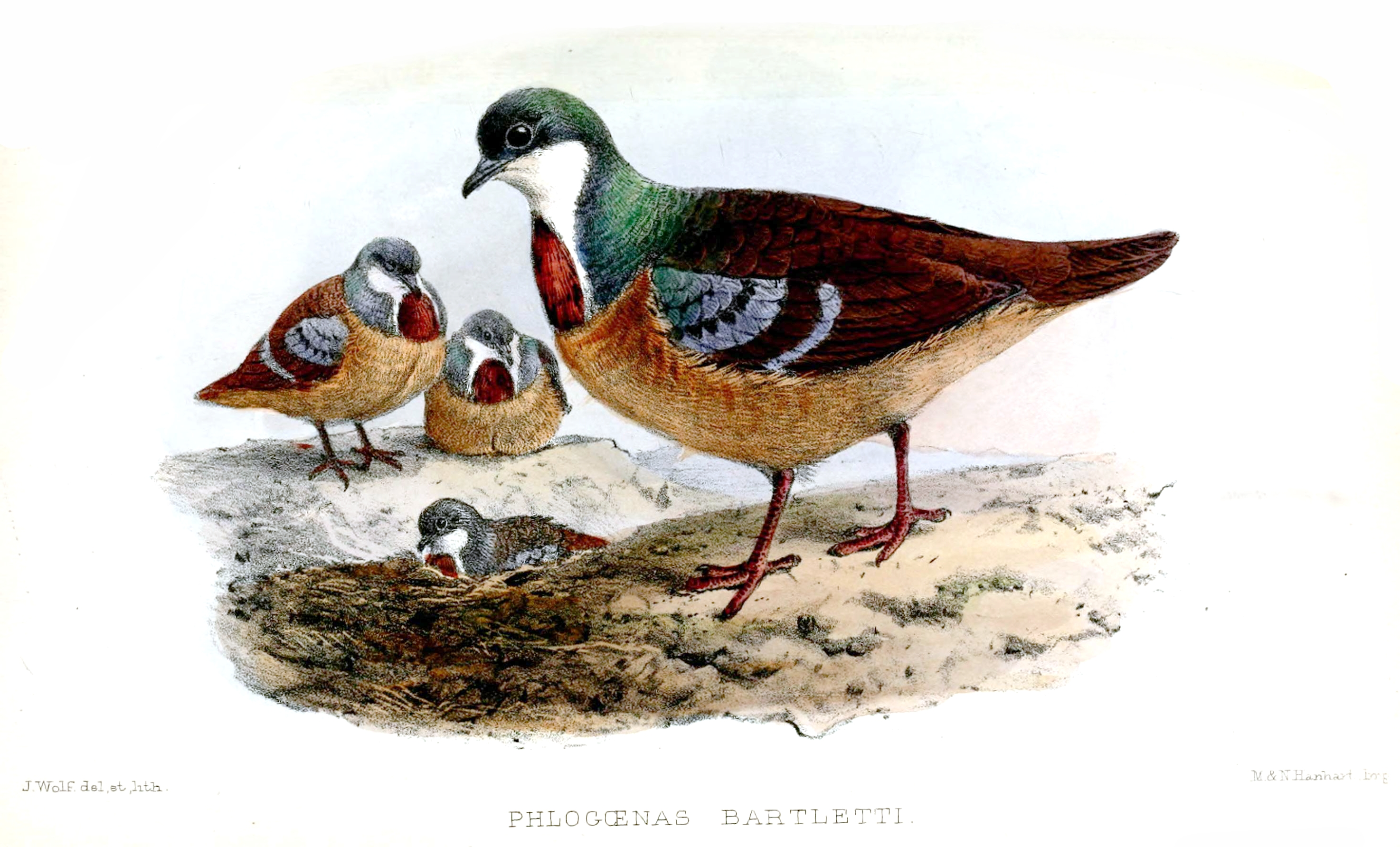
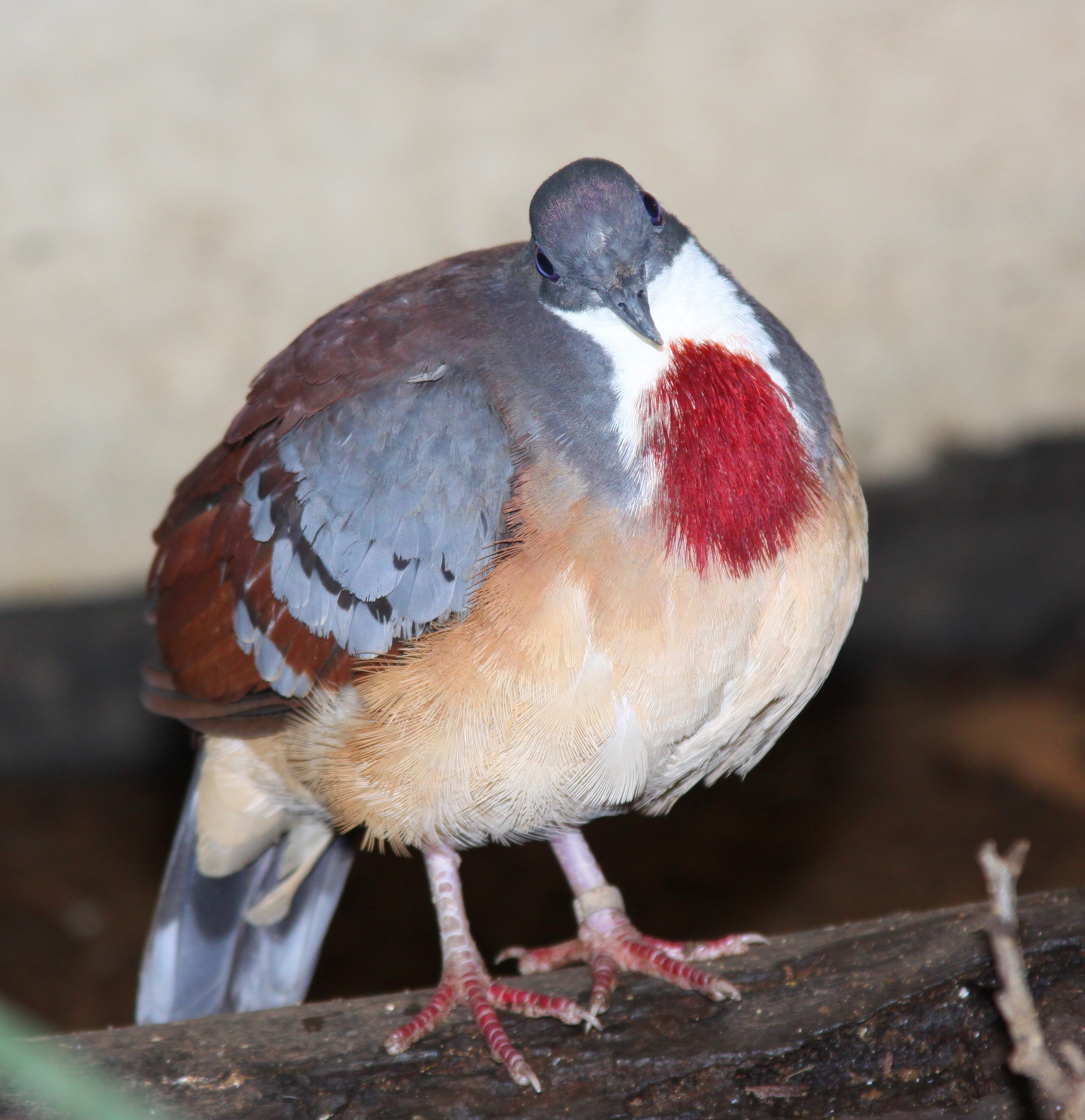
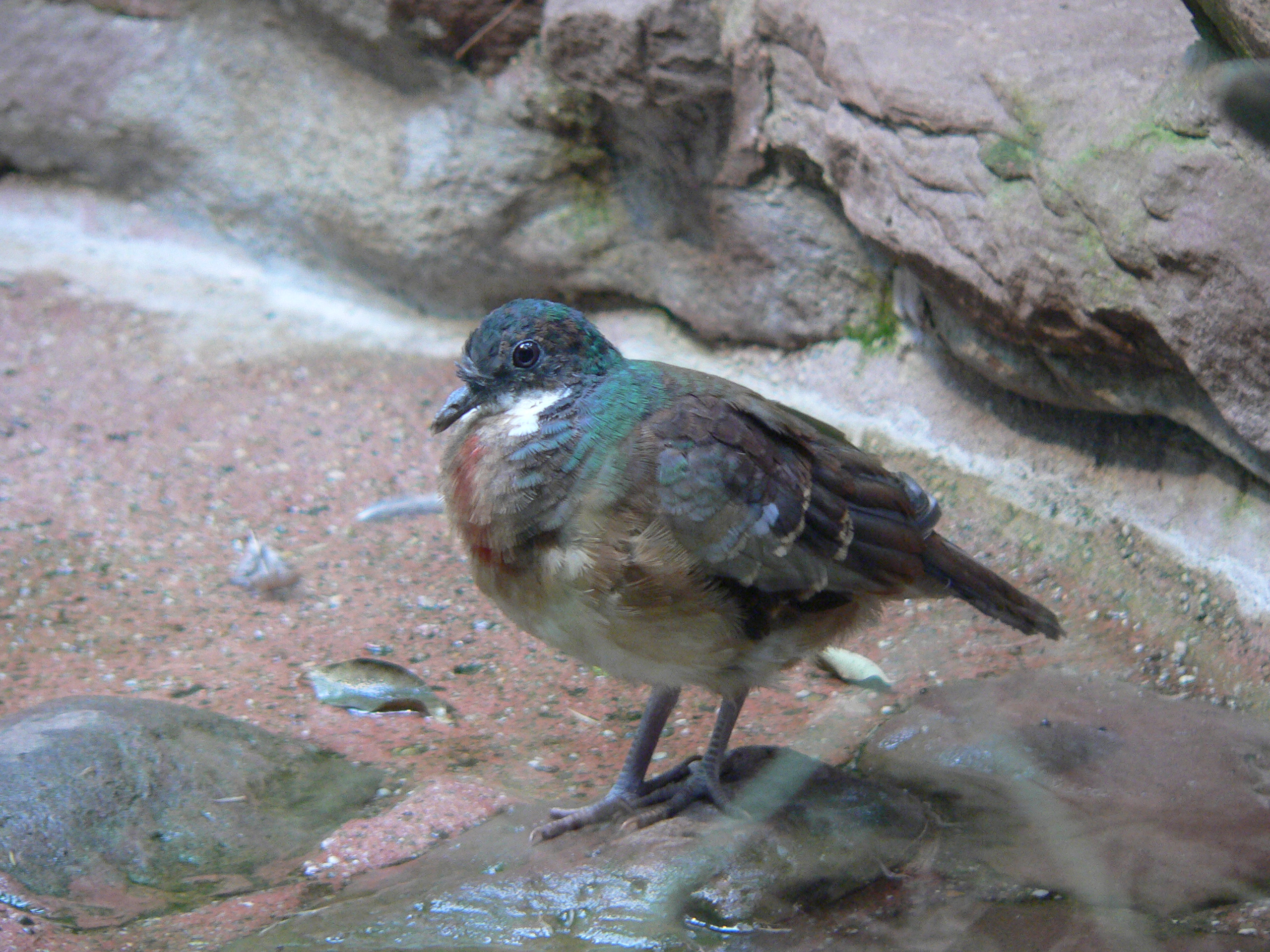
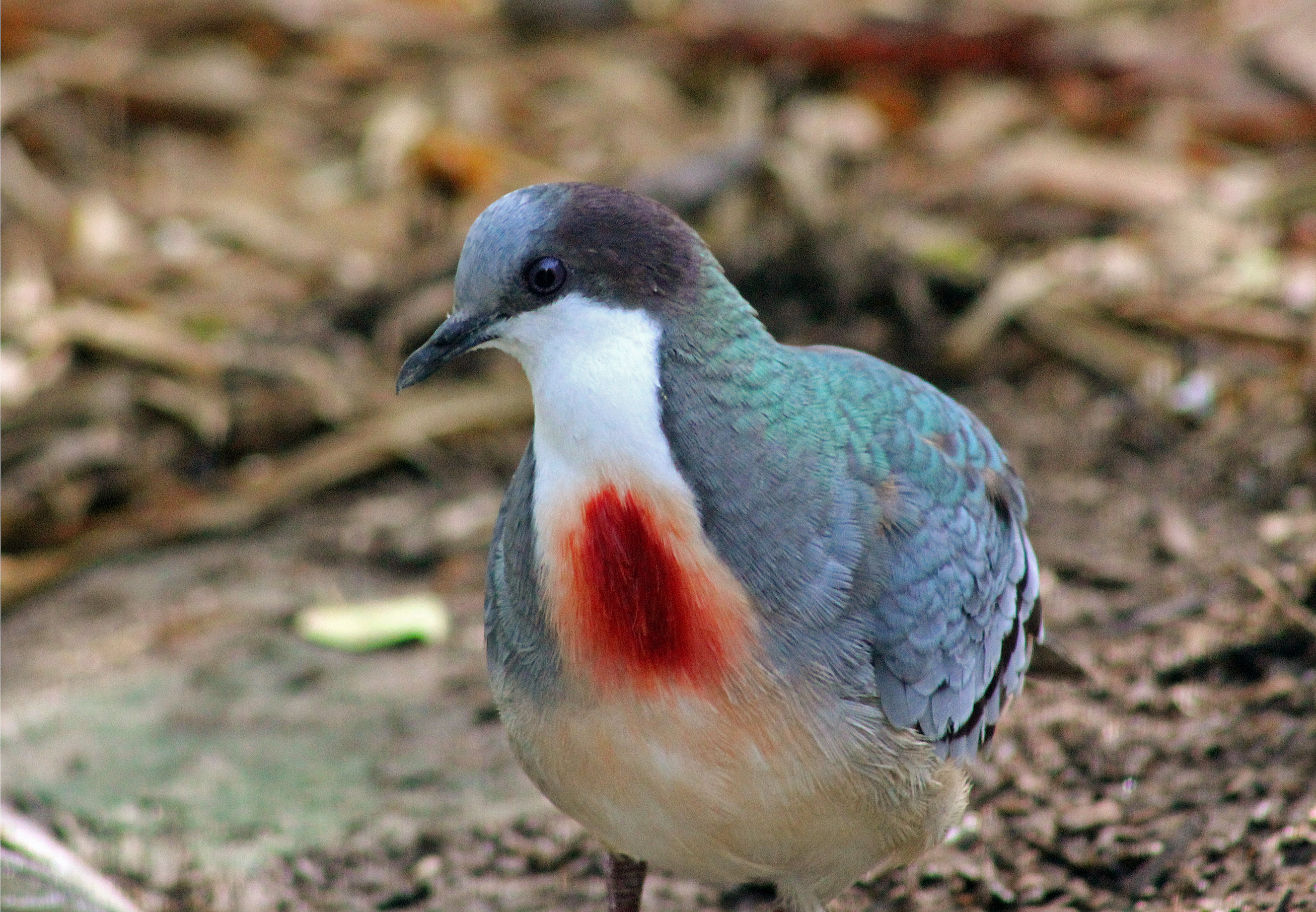
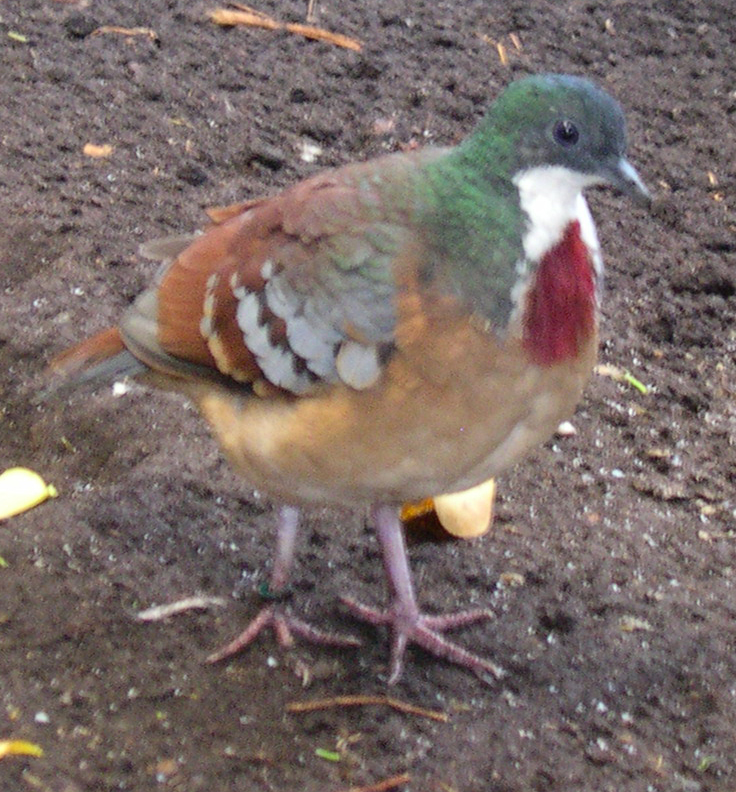